# Monsoon
Monsoon foi uma das primeiras bandas de rock progressivo do Reino Unido de meados da década de 1980. Era composta pelo trio Sheila Chandra (vocal),  Steve Coe (produtor), e Martin Smith (guitarra). Eles são mais conhecidos pela canção "Ever So Lonely”, que alcançou a posição número 12 na UK Singles Chart de 1982.
Midge Ure, (Ultravox e Band Aid), dirigiu o vídeo para a segunda música do álbum,  "Shakti", que alcançou a posição de número 40.
O segundo disco da banda, "Tomorrow Never Knows" (um cover dos Beatles ), trouxe diversas participações especiais, como Bill Nelson (Be-Bop Deluxe), Preston Heyman , (Kate Bush), Dave Balfe (The Teardrop Explodes), e Merrick e (Adam and the Ants).
Devido a diferenças com sua gravadora, a Phonogram, Monsoon se dissolveu em 1982.  Sheila Chandra começou sua carreira solo, enquanto Steve Coe continuou a escrever e produzir os álbuns dela. Martin Smith continuou auxiliando, mas agora com o nome de Ganges Orchestra.
A Phonogram lançou apos o fim da banda o disco Third Eye em 1983.
Uma copilação com as gravações da Monsoon, incluindo algumas músicas nunca lançadas, foi posto a venda em 1995 pelo parceiro da Phonogram, Mercury Records.

## Discografia

### Álbuns
- Third Eye (1983)

### Singles
- Ever So Lonely  (1982) - UK Singles Chart #12
- "Shakti (The Meaning of Within)" (1982) - UK #41[1]